# Dejr el-Medina
A mai Dejr el-Medina (arabul: دير المدينة, „Városi kolostor”, óegyiptomi nevén [t3] st m3ˁ.t ([Ta] Szet Maat), „Az igazság helye”) a thébai nekropolisz nyugati oldalának egyik völgyében található ókori település, az ókori sírépítő munkások falujának romjai a Királynék völgyétől délre. A XVIII. dinasztia idejétől kezdve a királysírokat építő munkások innen jártak dolgozni a mai napig is jól járható kitaposott ösvényeken a közeli Királyok és Királynék völgyébe.

## A munkások faluja

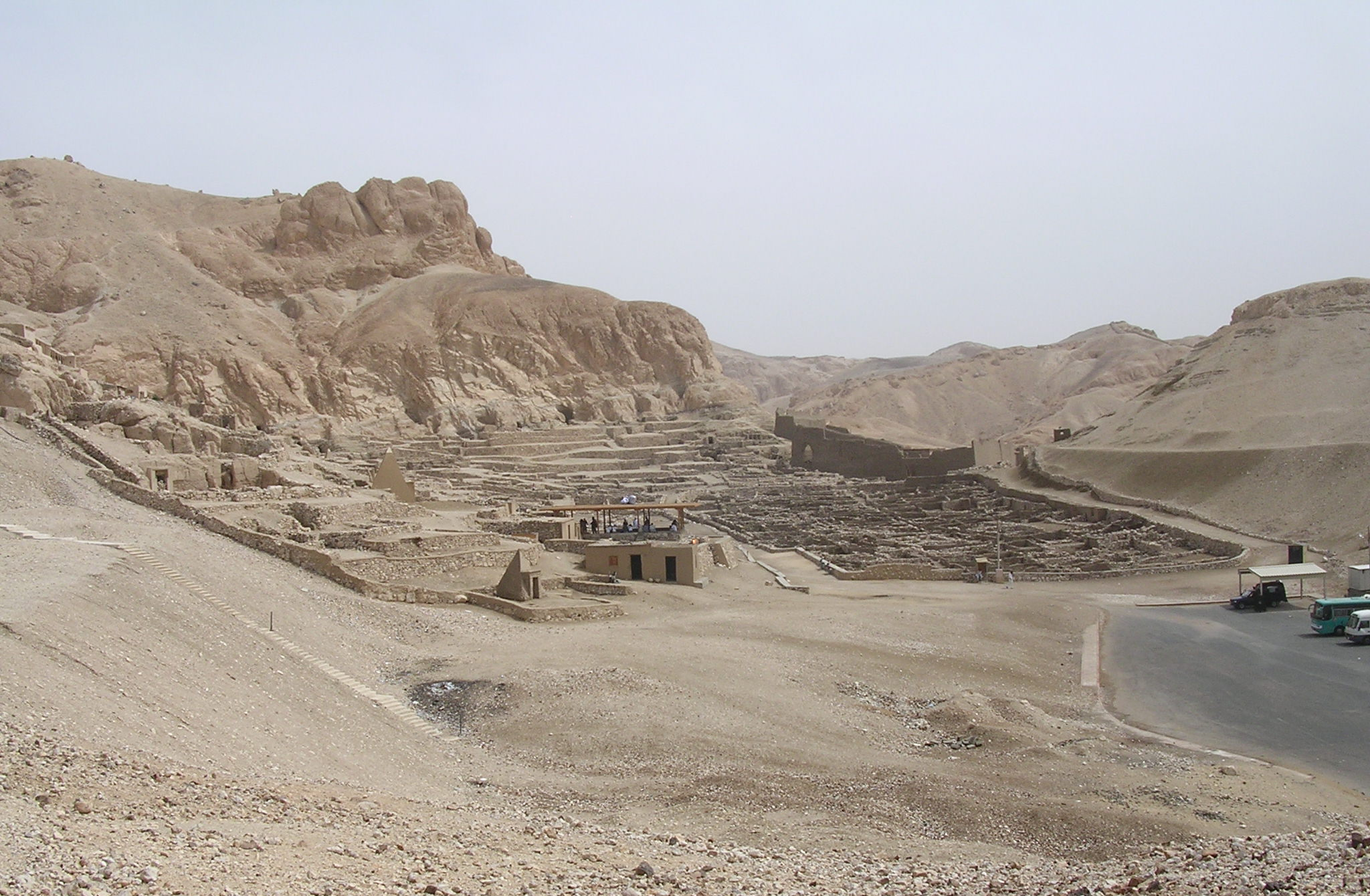
A munkások faluja

A falut az újbirodalom elején, I. Thotmesz (más forrás szerint I. Amenhotep) korában alapították a királysírokat építő és díszítő munkások, kézművesek és családjuk számára. A település különös jelentősége abban rejlik, hogy egyike az Egyiptomban eddig feltárt kevés ókori lakóhelynek. Az egyiptomiak ma is ugyanazokat a településeket lakják, mint évezredekkel ezelőtt, és ez lehetetlenné teszi a kutatást, ez a terület viszont elhagyottá vált. Ráadásul az itteni házak kő alapra épültek – ellentétben az általánosan sártéglából épített ókori falvakkal, amelyeknek jóformán nyomaik sem maradtak fenn – tökéletesen rekonstruálhatók az utcák és a lakóépületek három és fél évezred távlatából is alaprajzaik alapján. A felfedezés legnagyobb értéke az egyiptológia számára azonban az, hogy a nagy számban előkerült mészkőszilánkok (osztrakonok) alapján bepillantást kapunk egy nagyon fontos faluközösség mindennapi életébe. Az ezeken a tulajdonképpeni ókori jegyzettömbökön fennmaradt feljegyzések, rajzok, irodalmi művek „élőben” tudósítanak a település lakóinak egyéni sorsáról, szerelemről, házasságkötésről, válásról, halálról, sztrájkról, ünnepről és a törvénykezés szabályairól.
Eddig hetven házat azonosítottak az 5100 négyzetméteres, sártéglafallal körülvett településen belül és ötvenet a falakon kívül. A településen egy nemzedéken belül egyszerre mintegy 400 fő élt és dolgozott 500 éven keresztül a XX. dinasztia végéig. Ezután a falu elnéptelenedett, elfedte a sivatagi homok és feledésbe merült. A múlt század elején Ernesto Schiaparelli talált rá, azóta a falu nyugati oldalán meglelték a munkások temetőjét, északi részén pedig a közösség templomait is.

## A munkások házai

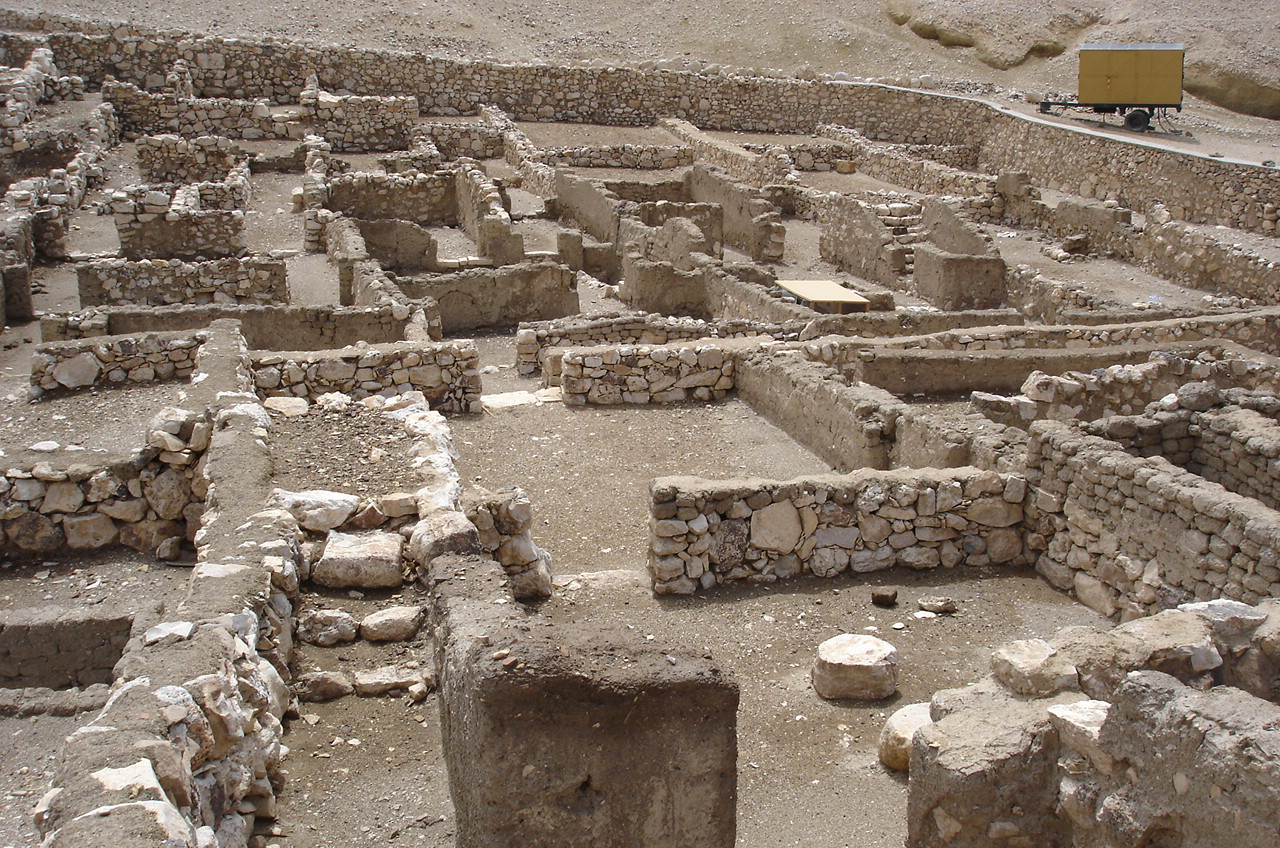
A falu házai

Az „Igazság helyének szolgálói” – vagyis a munkások – tulajdonképpen megkülönböztetett bánásmódban részesültek a királysírokon végzett fontos feladatuk miatt, de pont ezért a külvilágtól elszigetelten élték életüket a viszonylagos jólétben. Több helyiségből álló házaik kb. 70 négyzetméteresek voltak, öt méter széles helyiségeik egy tengelyen helyezkedtek el. A házakat fehérre, a bejáratot vörösre festették, az ablakokon népszerű volt a sárga és a kék szín is. A padlót is bevakolták.
Egy átlagos házban az utcáról először egy fogadószoba nyílt. Ennek padlója 40–45 cm-vel volt az utcaszint alatt, lépcső vezetett le ide. Az egyik falnál kis szentély állt, amihez lépcső vezetett fel. Néha raktárhelyiségek is nyíltak innen.
A bejárati ajtóval szemközti falból nyílt a második helyiség, ahová lépcső vezetett fel, mert padlója az előzőénél magasabban, az utcával egy szinten volt. Négy méternél is magasabb mennyezetével, melyet egy vagy két pálmafejes oszlop tartott, kiemelkedett a környező helyiségek közül, így magasan a mennyezet alatt kis ablakokat vágtak a falba, innen kapta a helyiség a világítást. Az ablakon fém- vagy farács volt. A helyiségben volt egy alacsony falszerű ülőalkalmatosság (kb. 20 cm magas, két végén magas karfával), falba mélyesztett fülkék és kis oltár. Alatta gyakran pince helyezkedett el, az ide vezető lépcsőt fa csapóajtó takarta.
A bejárattal szemközti falból nyíltak a további helyiségek: egy vagy két újabb szoba, mely hálószobaként vagy műhelyként funkcionált, illetve egy folyosó, ami a konyhába vezetett és pad is állt itt.
A leghátsó helyiség a konyha volt, a szomszéd ház hátsó falával vagy a városfallal határosan. Ebben kemence, teknő (tésztagyúráshoz), víztároló edény állt, esetleg egy kis oltár, valamint innen vezetett fel a lépcső a tetőre. Innen is nyílt egy kis pincehelyiség.
A sírok gazdag leletanyagából következtethetünk a házak berendezési tárgyaira is. A bútorzatot ládák, padok, székek, ágyak, zsámolyok, szekrények és asztalok alkották, felületüket szépen díszítették. Az elvégzett munka utáni fizetséget élelmiszerekben kapták meg – mivel a pénzt nem ismerték –, a kapott gabonát, halat, zöldségféléket, gyümölcsöt, sört, vesszőkosarakban és kerámia kancsókban a pincé(k)ben tárolták.
A mészkőszikla kivájása, bányászata nehéz, poros munka volt, ezért a testápolásra nagy gondot fordítottak. Erről tanúskodnak a kozmetikumokat, olajokat tartó tégelyek, bronztükrök, borotvák. A nehéz fizikai munka a jó életkörülmények ellenére a munkások viszonylag korai elhalálozásához vezetett.

## A temető
A munkások saját sírjaikat is itt, a település közvetlen közelében a hegyoldalban alakították ki. Kezdetben, a XVIII. dinasztia korában leginkább egyszerű, díszítetlen aknasírokat vájtak egy vagy két földalatti kamrával. Ebből a korból származó temetkezést tárt fel itt Schiaparelli 1906-ban Kha építész és felesége, Merit érintetlen sírját. A későbbi sírok szerkezete megváltozott, egy bekerített udvar után az áldozati kápolna fölé kis téglapiramist emeltek, innen több szobát alakítottak ki a sziklából, ahol egy  falfülkében az elhunyt sztéléje és szobra állt. A belső szobák valamelyikéből vitt le egy lépcső a boltozatos, csodálatosan díszített sírkamrákba, ahová a halottat sok használati tárgy kíséretében eltemették. Dejr el-Medinében ezek a sírok már nem egy személynek, hanem egy egész család több generációjának készültek. Szennedzsem sírjában például húsz holttestet helyeztek el. A temetőben három sír áll nyitva a látogatók számára, Szennedzsem (TT1), Pasedu (TT3) és Inherhau (TT359) Ramesszida-kori sírjai. A rendszeres felújítások miatt – ha a három sír közül az egyik zárva van – a TT290-es számú sírt, Irinofer nyughelyét nyitják meg.

### TT1
| T23 · n | M29 | Aa15 · Y1 |

Szennedzsem és felesége, Iyneferti a XIX. dinasztia idején – I. Széthi és II. Ramszesz uralkodása alatt – élt és dolgozott a munkások falujában. Érintetlen sírjukra 1886-ban, Gaston Maspero ásatásainak keretein belül a beduin Szalam Abu Duhi bukkant rá. A temető egyik legszebben díszített sírja, melynek méltán híres jelenetei – ahol a Szennedzsem és Iyneferti a mágikus túlvilágot ábrázoló Jaret földjeit művelik meg – nem hiányozhatnak a történelemkönyvek és lexikonok lapjairól. A sír gazdag halotti felszerelése ma Kairó, New York, Berlin, Moszkva és Madrid egyiptomi gyűjteményeiben szétosztva látható.

### TT3
| G40 | G1 | I1 · D46 | Z7 · D37 | A3 |

Pasedu, a kőfaragó volt a felelőse a királysírok kialakításáért a Királyok völgyében (szintén I. Széthi és II. Ramszesz idejében), boltozatos, csodálatos jelenetekkel díszített sírját 1834 -ben fedezték fel. Az egyik legszebb sír, legismertebb jelenetében a sír tulajdonosa egy dum-pálma roskadozó ágai alatt leborulva térdel. A jelenet címe: „Vizet inni az Istenség birodalmában” (Halottak Könyve 62. fejezet)

### TT359
| W25 | S3 | n · N1 | N28 · D36 | Z7 · Y1 |

III. és IV. Ramszesz idejében élt Inherhau munkafelügyelő sírjának legszebb jelenetei a Halottak Könyve és a Kapuk Könyve fejezeteihez kapcsolódnak. A túlvilágot ábrázoló képein Héliopolisz macskája egy késsel megöli Apophisz kígyót – hogy az elhunytnak biztonságos utat nyisson a másvilágon – és egy vak hárfás bűvöli el előadásával a sír tulajdonosát és feleségét.

### TT290
| M17 | D21 · Z1 · Z1 | A48 | Y1V | F35 | I9 · D21 |

Irinofer sírja a falu északi végében a nyugati lejtőn elrejtve található és szinte tökéletes állapotban maradtak meg a ragyogó színű ábrázolásai. 2010-ben a Szennedzsem-sír restaurálási munkálatai alatt nyitották meg a látogatók előtt.

## Templomok
Az újbirodalom idejében a falu északi részénél több uralkodó is építtetett kisebb templomot a falu munkásainak, I. Amenhotep, III. Amenhotep, I. Széthi és II. Ramszesz is. E korábbi épületek romjainak helyén, ma egy Ptolemaiosz-kori Hathor-templom maradt ránk nagyon jó állapotban. A templom oszlopcsarnoka egy hármas szentély előtti előcsarnokra nyílik, mögötte a szentélyeket Amon-Szokarisz-Ozirisznek, Hathornak és Amon-Ré-Ozirisznek szentelték. A templomot magas vályogtéglafal veszi körül. A komplexumot a munkások falujának elnéptelenedése után is használták vallási célokra: kopt kolostorrá alakították, innen a hely mai arab elnevezése, a „Városi kolostor”.

## A nagy gödör

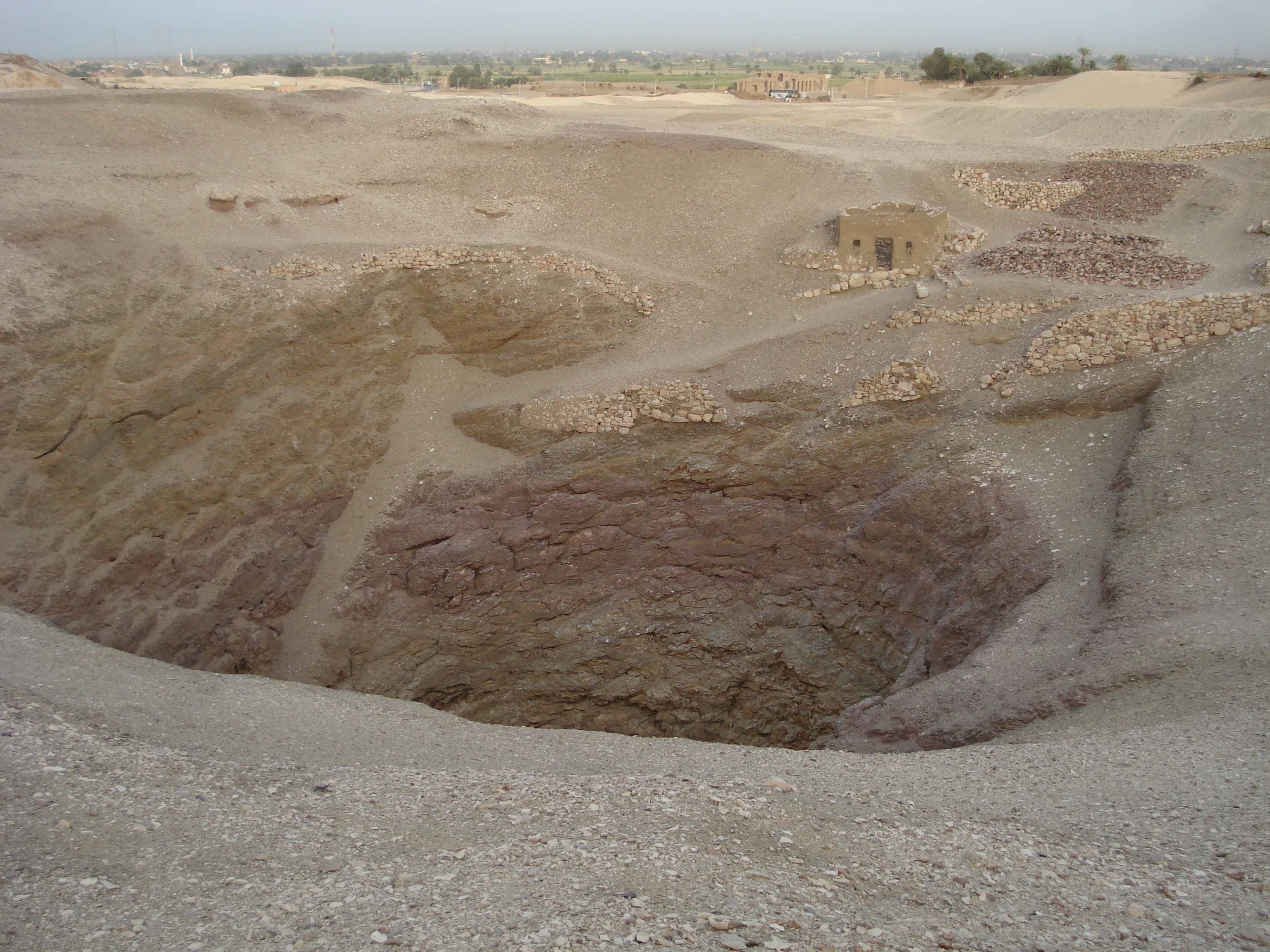
A nagy gödör

A Ptolemaiosz-kori templomtól nem messze észak felé található egy különös objektum, a kb. 30×30 méter széles és 50 méter mély, úgynevezett „Nagy gödör”, melynek pontos rendeltetését még ma is homály fedi. Állítólag a vízellátás biztosítására ásták a falu lakosai – bár ez a nem messze lévő Királynék völgyéből megoldott volt –, de mivel vizet nem találtak, abbahagyták a munkát és homokkal, valamint törmelékkel kezdték betemetni a gödröt, az itt 1920 és 1951 között ásatást végző Bernard Bruyére francia régész legnagyobb szerencséjére. Az innen kiásott mintegy 5000 osztrakon felbecsülhetetlen jelentőségű ismeretekkel látta el az egyiptológusokat a XVIII.-XX. dinasztia korában itt élt lakosság mindennapjairól.

## Ismert lakói
- Szennedzsem kézműves; felesége, Iynoferti; fiuk, Habehnet kézműves (XIX. dinasztia)
- Pasedu kézműves és családja (XIX. dinasztia)
- Ramosze, a település írnoka (XIX. dinasztia)
- Haui, őr (XIX. dinasztia)
- Naunahte, végrendelete jelentős jogi dokumentum (XX. dinasztia)
- Inherhaui, munkavezető (XX. dinasztia)
- Amonnaht, a Salt 124 papirusz szerzője
- Paneb, bűnöző (XX. dinasztia)